# Cratere Francisco
Francisco è un cratere sulla superficie di Miranda.